# ارلینگ سورنسن
ارلینگ سورنسن (دانمارکی: Erling Sørensen; ۲۹ اکتبر ۱۹۲۰ – ۱۰ اکتبر ۲۰۰۲) بازیکن و مربی فوتبال اهل دانمارک بود.
از باشگاه‌هایی که در آن بازی کرده‌است می‌توان به باشگاه فوتبال تریستیانا، باشگاه فوتبال مودنا، باشگاه فوتبال استراسبورگ، و باشگاه فوتبال اودینزه اشاره کرد.
وی همچنین در تیم ملی فوتبال دانمارک بازی کرده‌است.